# دی‌متان‌آمید
دی‌متان‌آمید (به انگلیسی: Dimethenamid) با فرمول شیمیایی C۱۲H۱۸ClNO۲S یک ترکیب شیمیایی با شناسه پاب‌کم ۹۱۷۴۴ است؛ که جرم مولی آن ۲۷۵٫۷۹ g/mol می‌باشد. شکل ظاهری این ترکیب، مایع قهوه‌ای مایل به زرد است.